# English Reports

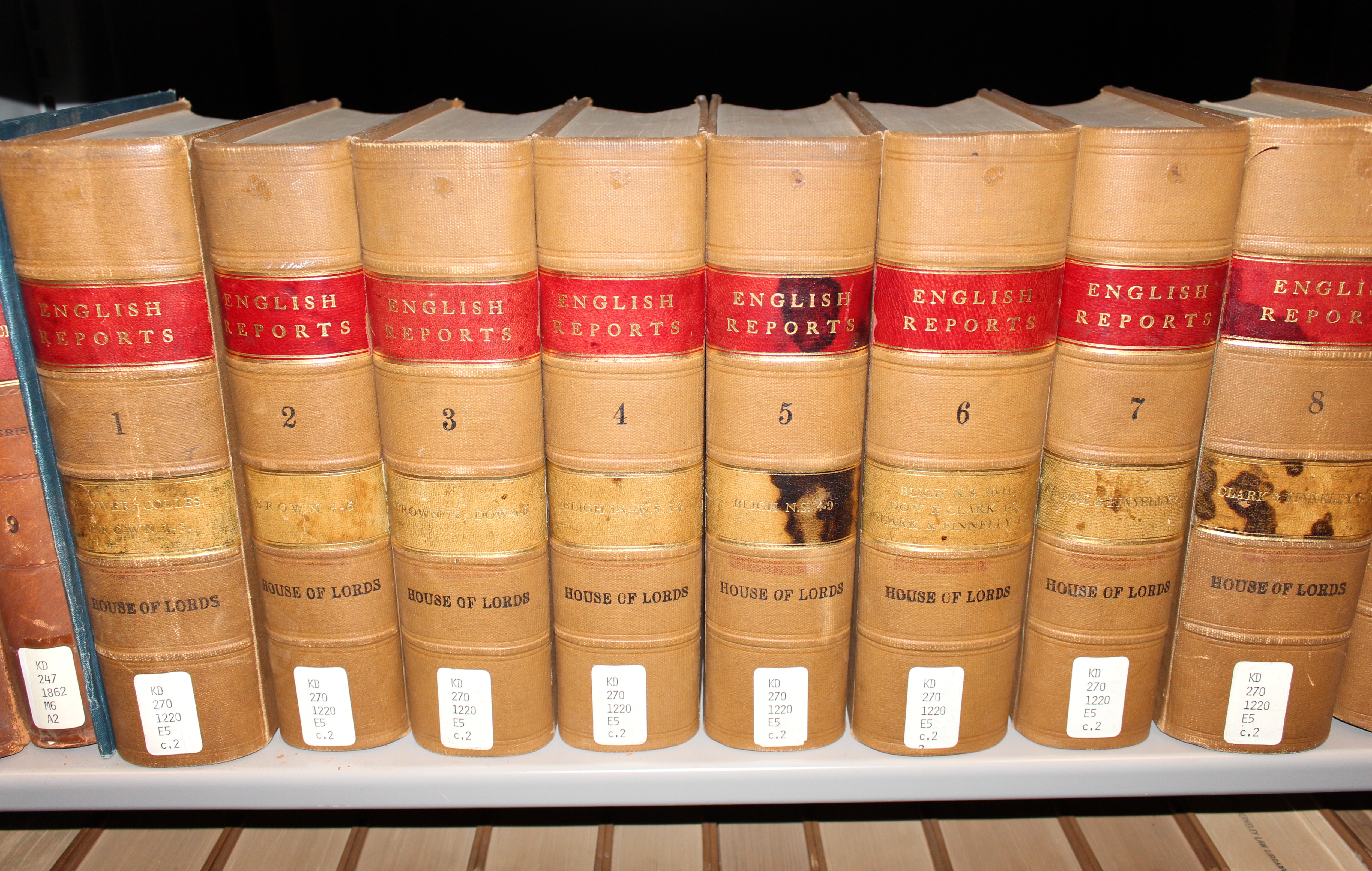
Die English Reports

Die English Reports (Abkürzung E.R.) sind eine Sammlung von Rechtsfällen aus England und Wales aus den Jahren 1220 bis 1866, herausgegeben vom Incorporated Council of Law Reporting. Sie bilden neben den All England Law Reports die wichtigste Sammlung englischen case laws; sie sollen jedoch im Gegensatz zu letzteren in offiziellen Dokumenten vorrangig zitiert und bilden somit die quasi-offizielle Urteilssammlung Englands und Wales’.
| Bände   | Series                                     | Zeitraum  |
| 1–11    | House of Lords                             | 1694–1866 |
| 12–20   | Privy Council                              | 1809–1865 |
| 21–47   | Court of Chancery                          | 1557–1865 |
| 48–55   | Rolls Court                                | 1829–1865 |
| 56–71   | Vice-Chancellors’ Courts                   | 1815–1865 |
| 72–122  | Court of King’s Bench (oder Queen’s Bench) | 1378–1865 |
| 123–144 | Court of Common Pleas                      | 1486–1865 |
| 145–160 | Court of Exchequer                         | 1220–1865 |
| 161–167 | Ecclessiastical                            | 1752–1857 |
| ditto.  | Admiralty                                  | 1776–1840 |
| ditto.  | Probate and Divorce                        | 1858–1865 |
| 168–169 | Court for Crown Cases Reserved             | 1743–1865 |
| 170–176 | Nisi Prius                                 | 1688–1867 |
| 177–178 | Index of Cases                             | N/A       |